# Berta Errando
Berta Errando (Barcelona, 1977) és una actriu catalana, coneguda pels seus papers a Laberint d'ombres i la família Super3 del Club Super3 en el qual interpretava a Àlex, la inventora.

## Biografia
Berta Errando va néixer a Barcelona, de ben petita s'inicia en el món de la dansa fins que el 1995 comença els seus estudis superiors a l'Escola Superior d'Art Dramàtic (l'Institut del Teatre de Barcelona). L'any 1999 aconsegueix una beca Erasmus per a estudiar a la Rose Bruford College, Londres.
Es llicencià el 2000 sent la promotora de la companyia britànica Vacuum Activity amb la que crea cinc espectacles participant, entre d'altres, a The British Visual Theatre Festival i The Stoke Newington Festival.
El 2003 torna a Barcelona i treballa a Televisió de Catalunya i al Teatre Nacional de Catalunya.
Entre el 2004 i el 2005 passa temporades a Milà treballant amb Luca Ronconi i al Teatro di Milano. Al mateix temps participa com a actriu i dramaturga a l'espectacle de creació "Homenaje" dirigit per Simone Toni i produït per l'Orchestra Internazionale d'Italia.
Al Mono Festival 2006 de Castelldefels, estrena "Deliris", un espectacle en solitari escrit per ella mateixa, amb el que farà una petita gira, tornant el 2007 a la ciutat que la va veure néixer com a actriu, Londres, participant a Femenine Touches, un festival d'artistes femenines on estrena una peça de teatre breu dirigida per ella mateixa.
Des de fa quasi 15 anys treballa al programa de televisió Club Super3 dirigit per Gerard Hausmann i produït per Televisió de Catalunya.
El 2009 co-protagonitza l'obra "Camp de Batalla" sobre la guerra de Bòsnia, de Matéi Visniec, dirigida per Juan Carlos Martel i produïda per la Factoria Escènica Internacional. El mes d'abril guanya el I Certàmen de Textos Teatrals Vila de Gràcia amb l'obra "Xàndal" que produïda per Melanina Teatre s'estrena a Terrassa i fa temporada a la Nau Ivanow, Barcelona.
En el món del cinema, Berta Errando, ha treballat sota les ordres de Bigas Luna a Jo sóc la Juani realitzant un paper secundari, així com en algunes produccions britàniques i catalanes. Entre les seves qualitats destaca el domini del català, castellà, anglès i italià.